# Manuel Pangilinan

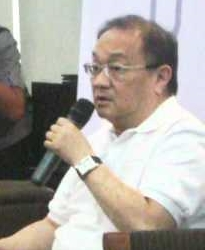
Manuel Pangilinan in 2012

Manuel V. Pangilinan (Manilla, 14 juli 1946), ook wel bekend als Manny Pangilinan of kortweg MVP, is een Filipijns zakenman. Pangilinan werd in 2004 voorzitter van de raad van bestuur van het grootste telecommunicatiebedrijf van de Filipijnen, Philippine Long Distance Telephone Company (PLDT). Volgens Forbes behoorde Pangilinan in 2007 en 2008 tot de rijkste veertig mensen van het land.

## Biografie

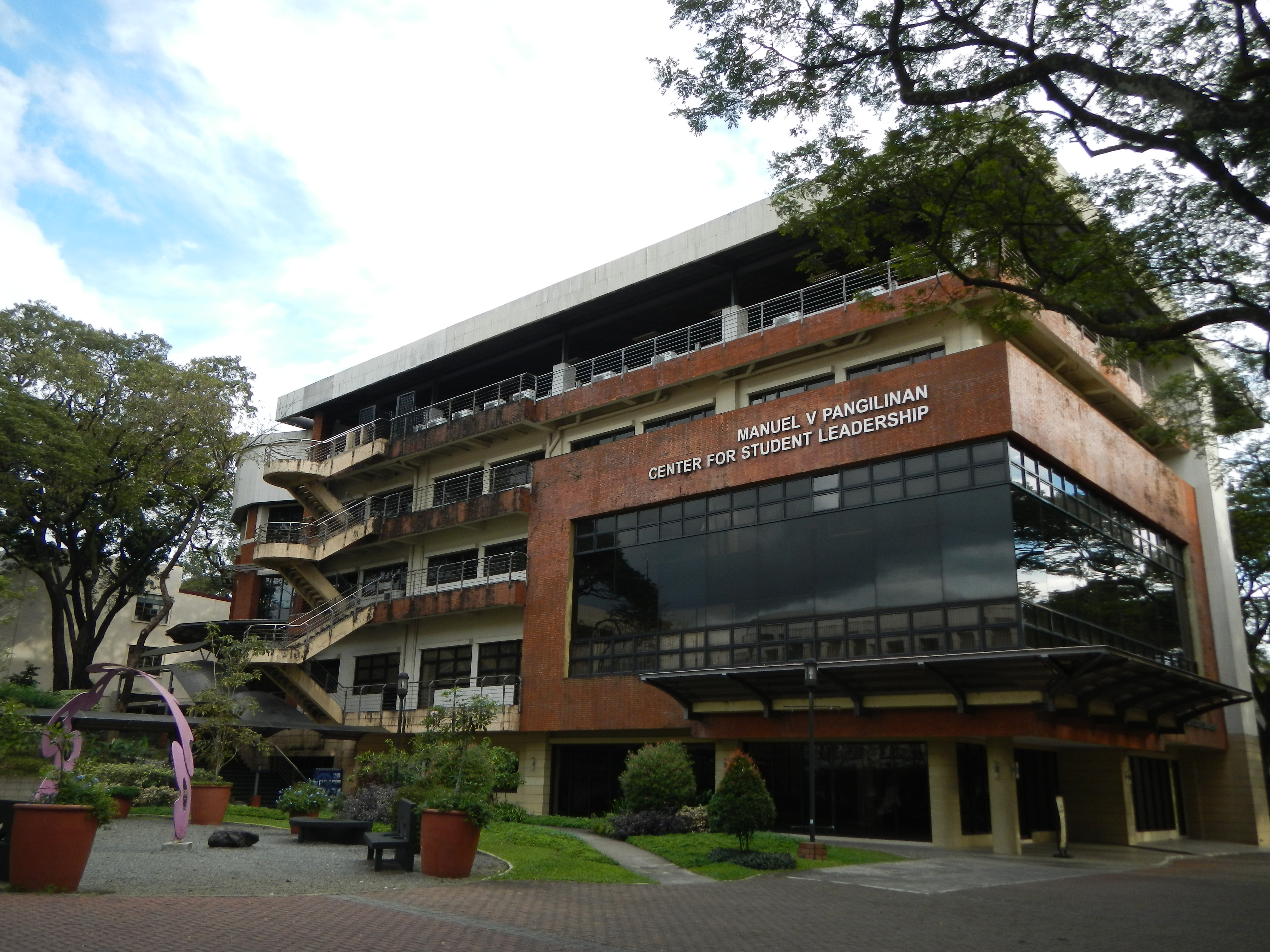
Het Manuel V. Pangilinan Center for Student Leadership, Ateneo de Manila University

Pangilinan volgde lager en middelbaar onderwijs aan het San Beda College in Manilla. Daarna volgde hij een Bachelor-opleiding Economie aan de Ateneo de Manila University, die hij cum laude afrondde. In 1968 rondde Pangilinan een MBA-opleiding aan de Whartib School of Finance and Commerce aan de University of Pennsylvania af.
In 1981 richtte Pangilinan het conglomeraat First Pacific op, waarna hij tot juni 2003 diende als haar CEO. Hij werd in 2004 voorzitter van de raad van bestuur van het grootste telecommunicatiebedrijf van de Filipijnen, Philippine Long Distance Telephone Company (PLDT). Daarvoor was hij sinds 1998 president en CEO van PLDT. Naast zijn functie bij PLDT, is hij voorzitter van Smart, Piltel, ePLDT, Metro Pacific Investment Corporation and Landco Pacific Corporation. Daarnaast heeft pangilinan diverse nevenfuncties, zoals het presidentschap van de raad van commissarissen van het grootste voedselproducerende bedrijf van Indonesië, P. T. Indofood Sukses Makmur Tbk